# Thuróczy János

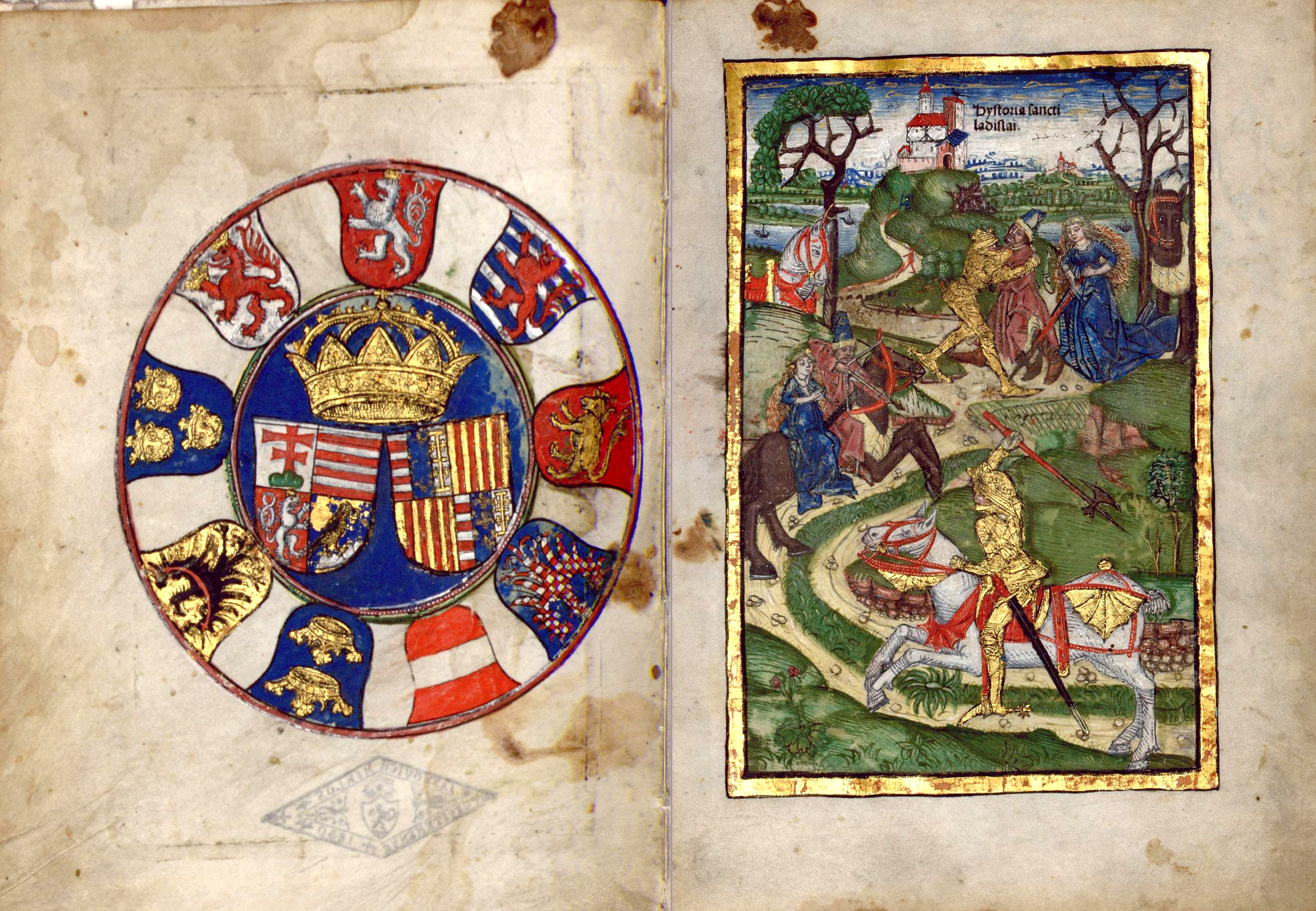
A krónika első két lapja

Thuróczy János, egyes forrásokban Thuróczi János (1435? – 1489?) 15. századi magyar történetíró. Szentmihályi Turóczi Péter fia, a Magyar Királyság protonotariusa, azaz ítélőmestere. Részt vett 1470-ben a turóczi konventen, ahol a világi jegyző posztját töltötte be. Korának kiváló jogtudósa, szónoka és történetírója.

## Élete

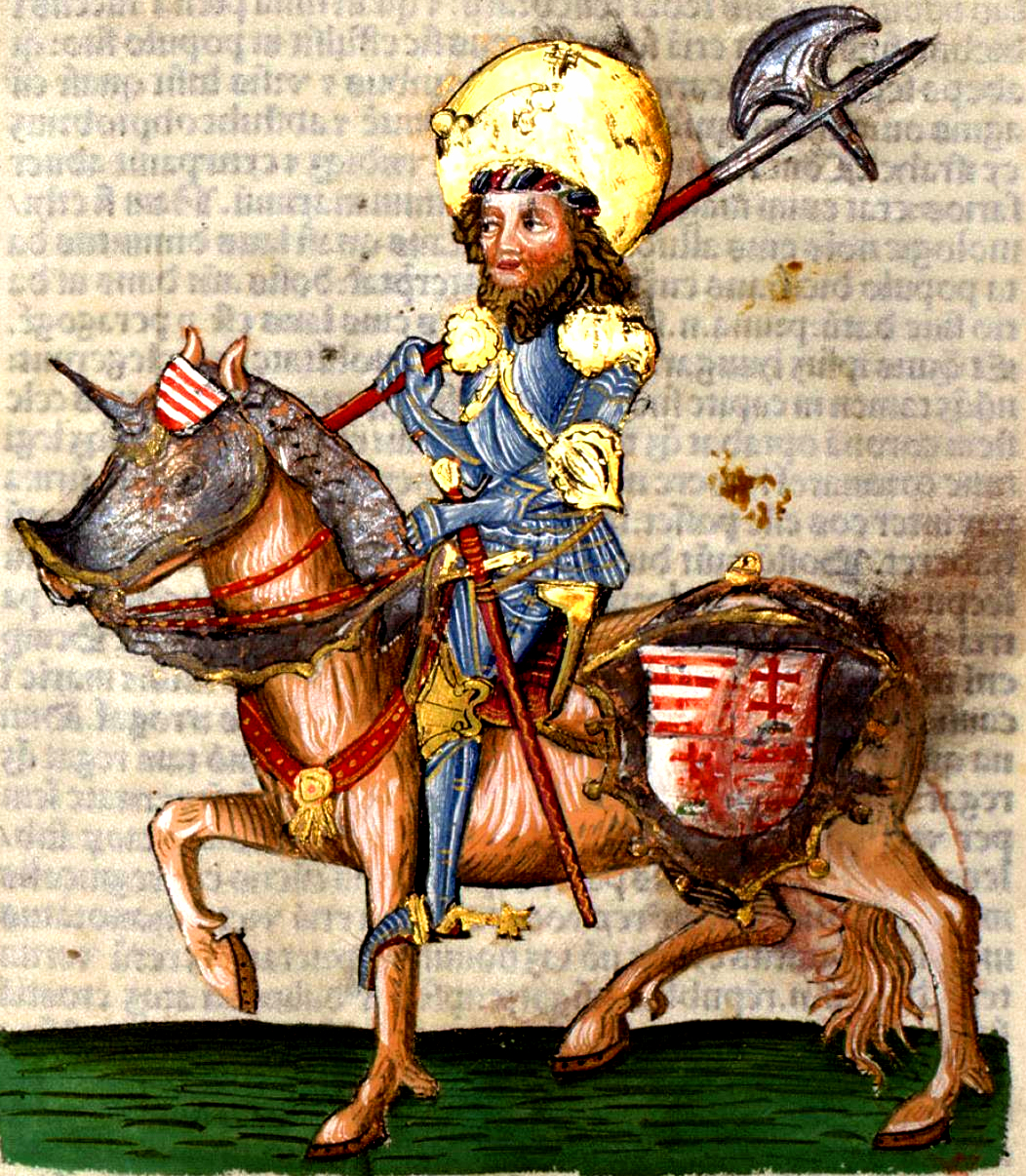
László király a krónika lapján

Felvidéki birtokos köznemesi családban született, a 13. században élt őse, András comes királyi adományként kapta meg a Turóc vármegyei Nádasér falut. Nagybátyja, Nádaséri András Zsigmond uralma alatt a királyi udvarban szolgált, ott kapta a Thuróczi András nevet. Őt magát 1459-ben említik először a források. Tanulmányairól semmit sem tudunk, jogi és latin nyelvi ismereteit valamelyik hazai egyházi iskolában szerezhette, nincs nyoma annak, hogy valaha külföldi egyetemen tanult volna. Világi emberként jogi pályát futott be: 1465-ben procuratorként, ügyvédként működött a sági premontrei monostornak az országbíró előtti perében. 1467-től országbírói jegyző volt, majd 1470-től a sági hiteleshelyen, 1475-től újra az országbírói hivatalban működött, 1486-ban Drági Tamásnak, a személynöki bíróság vezetőjének ítélőmestere lett. Utoljára könyve megjelenési évében, 1488-ban találkozhatunk nevével a forrásokban, ezért valószínű, hogy 1489 nyara előtt meghalt. Híres műve a Chronica Hungarorum címet viselő ún. Thuróczi-krónika.
Hivatali főnökei (Hásságyi László és Drági Tamás) biztatására fogott neki 1480 körül a magyarok régi történetének megírásához. Legelőbb Lorenzo de Monaci 14–15. századi velencei követ verses műve alapján írta meg II. (Kis) Károly történetét. Ezt követően átdolgozta a 14. században keletkezett Képes Krónika és a Budai krónika szöveghagyományát, főként a szkíták és a hunok történetéről szóló fejezeteket bővítette ki Aeneas Sylvius Piccolomininek és Antoninus firenzei püspöknek a művei alapján, miközben átvizsgálta a korai középkorban keletkezett történeti munkákat is. Ehhez csatolta hozzá a II. Károly-történetet, valamint Küküllei János, küküllői főesperes és királyi alkancellár munkáját I. Lajos királyról. Az 1386–1470 közötti esztendők történéseit ezután önállóan dolgozta fel, így történeti szempontból ez a legjelentősebb rész, s az így létrejött szöveghez végül függelékként hozzácsatolta Rogerius mester Siralmas énekét. 
Művét, amely a Chronica Hungarorum címet viselte, 1488. március 20-án Brünnben és Augsburgban fametszetekkel illusztrálva kinyomatta (a Budai krónika után ez a második nyomtatásban is megjelent történeti mű, mely a magyarok történetét taglalja). Az első kiadást Drági Tamásnak, a másodikat Mátyás királynak ajánlotta. A kiadást két budai könyvkereskedő, Feger Tibold (Theobald Feger) és Ruem György támogatta, valamint Erhard Ratdolt.

## Művének kiadásai
- Chronica Hungarorum, Augsburg, Brünn, 1488. OSZK REAL-R
- A magyarok krónikája, Helikon Könyvkiadó, Budapest, 1986, ISBN 9632077032
- A magyarok krónikája és Siralmas ének (Rogerius mester), Osiris Kiadó, Budapest, 2001, ISBN 9633891299
- MVGYOSZ hangoskönyv